# Diskontinuierliche Elektrophorese
Die diskontinuierliche Elektrophorese ist eine biochemische Methode zur Trennung von Biomolekülen. Sie wurde erstmals 1964 von L. Ornstein und B. J. Davis beschrieben.

## Prinzip
Die diskontinuierliche Elektrophorese verwendet zwei verschiedene Puffer und bewirkt im Vergleich zur kontinuierlichen Elektrophorese eine hohe Bandenschärfe. Sie wird als Polyacrylamid-Gelelektrophorese mit einem Trenngel und einem davorliegenden Sammelgel verwendet. Die Diskontinuität bezieht sich auf unterschiedliche pH-Werte der Puffer, (sowohl der Gelpuffer als auch des Elektrodenpuffers) sowie der unterschiedlichen Porengröße von Trenngel und Sammelgel. Dabei ist aber die Diskontinuität im pH-Wert das Entscheidende. Der pH-Wert kann frei gewählt werden, die dazugehörigen Pufferkomponenten lässt man sich aus einer Online-Datenbank heraussuchen. Dabei enthält der Gelpuffer ein beim Sammelgel-pH voll ionisiertes schnell bewegliches Ion (gamma) und ein nur teilweise ionisiertes, daher langsam bewegliches (alpha), mit einem gemeinsamen Gegenion (beta). Die Mobilität von gamma ist größer, die von alpha kleiner als die der Proteine. Unter diesen Bedingungen bildet sich beim Anlegen einer Spannung ein Stapel aus Ionen, für den Kohlrauschs regulierende Funktion gilt: 
{\displaystyle K_{E}=\sum _{j=1}^{n}{\frac {c_{j}}{u_{j}}}}
Dabei ist {\displaystyle K_{E}} die persistierende Konstante, n die Zahl der anwesenden Ionen, {\displaystyle u_{j}} und {\displaystyle c_{j}} die Mobilität und Konzentration des j-ten Ions mit 
{\displaystyle u_{j}={\frac {A\cdot d_{j}\cdot \zeta }{I\cdot t}}}. 
Dabei ist A der Querschnitt, {\displaystyle \zeta } die Leitfähigkeit, I der fließende Strom und {\displaystyle d_{j}} die vom j-ten Ion in der Zeit t zurückgelegte Strecke.
Diese Stapelbildung kann man sehr schön verfolgen, wenn man handelsübliche vorgefärbte Molekülmassen-Standards der Elektrophorese unterwirft, es bildet sich ein Stapel von eng beieinander liegenden Banden, der sich mit konstanter Geschwindigkeit durch das Sammelgel bewegt. Man kann also die Trennung auch nur im Sammelgel durchführen, dieses Verfahren wird als Isotachophorese bezeichnet. In einem Stapel aus drei Komponenten abc überlappen sich dabei die Banden von a und b sowie b und c teilweise, nicht jedoch die Banden von a und c.
An der Grenze von Sammelgel und Trenngel ändert sich plötzlich der pH-Wert, sodass das nur teilweise ionisierte Ion alpha vollständig ionisiert wird, seine Mobilität nimmt zu und es überholt den Protein-Stapel. Von da an bewegen sich die Proteine in einem konstanten elektrischen Feld, ihre Geschwindigkeit hängt von ihrer Ladung und ihrer Größe ab. Im Gegensatz zur Isotachophorese, wo sich der gesamte Stapel mit gleicher Geschwindigkeit bewegt und die Trennung nach der Stapelbildung sich nicht mehr verbessert, nimmt im Trenngel die Entfernung der Protein-Banden mit der Laufstrecke zu.
Unter geeigneten Bedingungen kann man erreichen, dass im Trenngel die Trennung entweder nur durch die Ladung oder nur durch die Größe bestimmt wird. Dabei wird die Trennung nach Ladung (in einer sehr offenporigen Matrix) in der DISK-Elektrophorese nur selten durchgeführt, hier eignet sich die isoelektrische Fokussierung besser.
Hingegen kann man die Proteine vor der Elektrophorese mit denaturierenden, anionischen Detergentien wie Natriumdodecylsulfat (SDS) oder mit kationischen Detergentien wie Cetyltrimethylammoniumbromid (CTAB) oder 16-BAC behandeln. Man spricht dann von SDS-PAGE nach Laemmli bzw. CTAB-PAGE oder BAC-PAGE. Dabei binden die meisten Proteine eine konstante Menge Detergenz (1 Molekül SDS pro 3 Aminosäuren oder 1,4 g/g), dadurch haben alle Proteine ein konstantes Ladungs/Gewichts-Verhältnis. Sie erfahren also im elektrischen Feld alle die gleiche Beschleunigung, werden aber vom Gel größenabhängig gebremst. Insgesamt erfolgt die Trennung also nach Molekülradius (nicht wie oft behauptet nach der Molekülmasse). Die Wanderungsgeschwindigkeit wird durch die Ferguson-Gleichung beschrieben: {\displaystyle \log {(M)}=\log {(M_{0})}-K_{R}\cdot T} wobei T die Gelkonzentration (Total = Crosslinker + Acrylamid) ist und {\displaystyle M_{0}} und {\displaystyle K_{R}} Regressionsparameter. Diese Gleichung ermöglicht die Bestimmung des Molekülradius eines Proteins durch den Vergleich der elektrophoretischen Beweglichkeit mit der von Standardproteinen. Oft wird dies nur bei einer Gelkonzentration vorgenommen, darunter leidet aber die Genauigkeit.
Die SDS-PAGE ist das ältere und weitaus häufiger angewendete Verfahren, CTAB-PAGE gibt aber für Glycoproteine schärfere Banden. Glycoproteine enthalten negativ geladene Zuckerreste, deren Anzahl ist sehr variabel und damit auch die Wanderungsgeschwindigkeit im elektrischen Feld. Bei der CTAB-PAGE wird diese Heterogenität durch ionische Bindung von zusätzlichen Detergenz-Molekülen ausgeglichen. Die native PAGE wird verwendet, um bei einer Auftrennung die native Proteinfaltung zu erhalten.